# Apertura Tartakower
L'apertura Tartakower è un'apertura scacchistica, che prende il nome dallo scacchista polacco Savielij Tartakower, noto per le sperimentazioni teoriche in apertura. Essa segue dalle mosse:
1. e4 e5
2. Cf3 Cc6
3. Ae2
Questa apertura non ha impianti propri, in quanto dopo 4. d3 si gioca in pratica una difesa Philidor a colori invertiti, mentre dopo d4 si rientra comunque in altri impianti più giocati.
Caratteristica di questa apertura è il gioco complesso e manovrato del Bianco fin dalle prime mosse. Non compare pressoché mai ad alti livelli.